# Manfred Oettl Reyes
Manfred Oettl Reyes (bis 2009 international Manfred Oettl; * 23. Oktober 1993 in München) ist ein ehemaliger deutsch-peruanischer Skirennläufer.

## Karriere
Oettl Reyes gab sein internationales Renndebüt am 5. Januar 2009 bei einem FIS-Slalom in Garmisch-Partenkirchen, damals noch unter dem Namen Manfred Oettl und für den DSV startend. Zu Beginn der Saison 2009/10 wechselte Oettl Reyes im Hinblick auf die Olympischen Winterspiele 2010 zum peruanischen Skiverband. Bei den Spielen in Vancouver belegte er als beste Platzierung den 67. Rang im Riesenslalom, wobei er während der Fahrt einen Stock verlor. Im darauffolgenden Jahr nahm er erstmals an Alpinen Skiweltmeisterschaften teil. Mit Platz 60 im Riesenslalom gelang ihm bei den Wettkämpfen in Garmisch-Partenkirchen eine Steigerung im Vergleich zu den Spielen im Vorjahr.
2014 nahm Oettl Reyes erneut an Olympischen Winterspielen teil, belegte jedoch nur den 70. Rang im Riesenslalom.
Sein bisher letztes internationales Rennen bestritt Oettl Reyes am 5. März 2017 in Oberjoch, seitdem ist er als Rennläufer nicht mehr in Erscheinung getreten.

## Privates
Oettel Reyes ist der Sohn eines Deutschen und einer Peruanerin, wodurch er neben dem deutschen auch einen peruanischen Pass besitzt. Von den Medien erhielt er den Spitznamen Lama-Boy. Seine ältere Schwester Ornella Oettl Reyes ist ebenfalls Skirennläuferin.

## Erfolge

### Olympische Spiele
- Vancouver 2010: 67. Riesenslalom, DSQ Slalom
- Sotschi 2014: 70. Riesenslalom, DNF Slalom

### Weltmeisterschaften
- Garmisch-Partenkirchen 2011: 60. Riesenslalom, 63. Slalom
- Schladming 2013: DNF Riesenslalom, DNF Slalom
- Vail / Beaver Creek 2015: 67. Riesenslalom, DNF Slalom
- St. Moritz 2017: DNQ Riesenslalom, DNQ Slalom

### South American Cup
- 3 Platzierungen unter den besten 30

### Weitere Erfolge
- 2 Platzierungen unter den besten 30 bei FIS-Rennen